# Tanjung Raya (Pajar Bulan)
Tanjung Raya is een bestuurslaag in het regentschap Lahat van de provincie Zuid-Sumatra, Indonesië. Tanjung Raya telt 328 inwoners (volkstelling 2010).